# 국제 그린크로스
국제 그린크로스(International Green Cross, IGC)는 민간 차원의 범세계적인 환경보호운동기구이다. IGC의 기본 이념은 하나뿐인 지구를 살리기 위해, 환경 보전과 인간 생활의 질적 향상을 조화시키고, 그것을 위하여 가치관 및 행동양식의 변혁을 추구하는 것이다. 이들은 순수한 비정부 자원봉사자를 중심으로 각종 봉사활동을 전개하며, 이해를 달리하는 각국 정부 정치단체와 종교단체 등으로부터 완전히 독립된 인류 공통의 차원에서 환경 문제에 접근하고 있다. 이들의 주된 활동은 환경파괴, 생물자원 고갈, 환경재해 등의 근본 원인을 조사 연구하여 환경보호에 필요한 국제적인 장치를 마련하는 것이다. 이 모임은 세계적인 환경파괴를 우려한 학자 등이 오랜 준비 기간을 거쳐 1993년 4월 일본 교토에서 창설하였다.